# برونو آلوز
برونو ادواردو رگوفه آلوز (پرتغالی: Bruno Eduardo Regufe Alves؛ زادهٔ ۲۷ نوامبر ۱۹۸۱) بازیکن فوتبال اهل پرتغال است که در پست مدافع برای آپولون سمیرنی بازی می‌کند.
وی برای تیم ملی پرتغال ۹۶ بازی انجام داده و ۱۱ گل به ثمر رسانده‌است.